# أمازون لونا
أمازون لونا (بالإنجليزية: Amazon Luna)‏ هي منصة لعب سحابي من تطوير وتشغيل شركة أمازون، بدأت الخدمة في 20 أكتوبر 2020.